# Louroux-de-Bouble
Louroux-de-Bouble – miejscowość i gmina we Francji, w regionie Owernia-Rodan-Alpy, w departamencie Allier.

## Demografia
Według danych na rok 1990 gminę zamieszkiwało 268 osób, a gęstość zaludnienia wynosiła 16 osób/km². W styczniu 2015 r. Louroux-de-Bouble zamieszkiwały 273 osoby, przy gęstości zaludnienia wynoszącej 16,3 osób/km².